# Chelsea Embankment

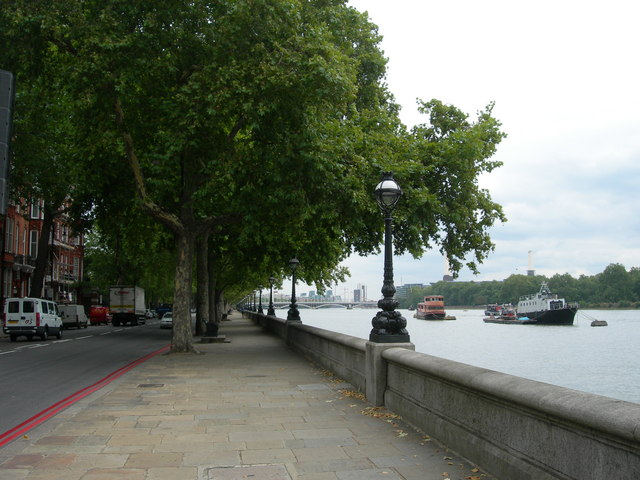
Chelsea Embankment

De Chelsea Embankment is een kade aan de noordelijke oever van de rivier de Theems in Londen. De kade, die deel uitmaakt van de Thames Embankment, dient als rijweg en wandelpromenade en loopt van Westminster (nabij de Parlementsgebouwen) naar de City of London.
Het westelijke deel van de Chelsea Embankment, waaronder een deel van Cheyne Walk, ligt in de Royal Borough of Kensington and Chelsea; het oostelijke deel, inclusief Grosvenor Road en Millbank, ligt in de City of Westminster. Onder de weg ligt een hoofdriool dat afvalwater van het westen van Londen afvoert naar Beckton.
Chelsea Bridge en Albert Bridge liggen ten zuiden van de kade, het Koninklijk Hospitaal van Chelsea aan de noordkant. Sloane Square is het dichtstbijzijnde metrostation, iets naar het noorden.
De Embankment werd voltooid in 1874 naar een ontwerp van Joseph Bazalgette als onderdeel van de aanleg het rioolstelsel in Londen. Sinds 19 februari 2007 ligt de Chelsea Embankment binnen de London Congestion Charge Zone.